# Hanna Bergas
Hanna Bergas, eigentlich Johanna Bergas, (* 11. März 1900 in Berlin; † im Januar 1987 in Kalifornien) war eine deutsche Lehrerin, die am 1. April 1933 wegen ihrer jüdischen Abstammung Opfer des Berufsbeamtengesetzes geworden war. Sie wurde aus dem staatlichen Schuldienst entlassen und fand aufgrund ihrer Bekanntschaft mit Anna Essinger eine Anstellung im privaten Landschulheim Herrlingen. Noch im selben Jahr wurde sie Mitorganisatorin von dessen geheimer Auswanderung nach Kent im Südwesten Englands, wo sie mithalf, die  Bunce Court School als Exilschule aufzubauen. 1937 ging sie als Lehrerin an eine weitere Schule im Exil, das Alpine Schulheim am Vigiljoch. Als dieses 1938 schließen musste, überführte sie zusammen mit ihrem Cousin Hellmut Schneider einen Teil der dortigen Kinder an die Bunce Court School. Anschließend half sie mit, die im Rahmen der Kindertransporte nach Großbritannien gekommenen Flüchtlingskinder zu betreuen. Nach dem Zweiten Weltkrieg zogen sie und Hellmut Schneider in die USA und lebten in Kalifornien.

## Herkunft und Ausbildung
Aufgrund ihres Personalblatts für Lehrkräfte an Höheren Lehranstalten lässt sich Hanna Bergas Lebensweg bis zu ihrer Entlassung aus dem Schuldienst weitgehend rekonstruieren. Demnach wurde sie am 11. März 1900 in Berlin als Tochter des Kaufmanns Robert Bergas geboren. Sie sei „mosaischen Bekenntnisses“.
Hanna Bergas erhielt am 27. September 1919 an der Fürstin-Bismarck-Schule, der heutigen Sophie-Charlotte-Oberschule in Berlin-Charlottenburg, das Reifezeugnis. Ab dem Wintersemester 1919/20 studierte sie in Berlin, später für ein Semester auch in Göttingen. Am 30. Juni und 1. Juli 1924 legte sie in Berlin mit dem Prädikat „gut“ die Lehramtsprüfung in den Hauptfächern Deutsch und Englisch sowie in Kunstgeschichte als Zusatzfach ab. Zuvor hatte sie schon am 28. Juni 1923 eine Universitätsprüfung für Griechisch abgelegt.
Ihr erstes Vorbereitungsjahr begann Hanna Bergas an Ostern 1925 am Hohenzollern-Oberlyzeum. Am 20. Mai des Jahres wurde sie vereidigt und wurde daneben kommissarisch am Lyzeum de Mugica in Berlin-Moabit beschäftigt. An Ostern 1926 begann Hanna Bergas zweites Vorbereitungsjahr am „Bismarck-Lyzeum im Grunewald“, dem heutigen Hildegard-Wegscheider-Gymnasium. Ihre kommissarische Beschäftigung am Lyzeum de Mugica bestand weiter.
Am 9. März 1927 bestand Hanna Bergas die Pädagogische Prüfung, das 2. Staatsexamen, mit dem Prädikat „gut“; zum 1. April 1927 wurde ihr die „Anstellungsfähigkeit in Preußen“ zuerkannt, woraus aber noch keine feste Anstellung folgte: Sie wurde zunächst von April 1927 bis April 1929 an der „1. städtischen Studienanstalt (Aufbauschule Friedrichshain)“ ohne Festanstellung eingesetzt. Ab 1. April 1929 erfolgte dann ihre Festanstellung als Studienrätin an der gleichen Einrichtung. Vom 1. April 1931 an unterrichtete sie für ein halbes Jahr in Berlin-Lichtenberg, bevor sie am 1. Oktober 1931 wieder nach Charlottenburg zurückkehrte. Der Personalbogen verschweigt leider, an welche Schule.

In der Chronologie des Personalbogens gibt es keine weiteren Einträge mehr. Auf dessen Deckblatt allerdings prangt an oberster Stelle folgender Eintrag: „1.11.33 Ruhestand, BBG“. „BBG“ steht als Abkürzung für das Gesetz zur Wiederherstellung des Berufsbeamtentums und bedeutete Berufsverbot für jüdische und politisch missliebige Beamte. Hanna Bergas Cousin Hellmut Schneider traf das gleiche Schicksal am 1. Dezember 1933. Faktisch rausgeflogen aus dem Schuldienst aber war Hanna Bergas bereits am 1. April 1933. Sie beschreibt dieses Ereignis in ihren Erinnerungen:

„Kurz vor 8.00 Uhr, als ich im Schulgebäude ankam und in das Lehrerzimmer gehen wollte, sagte der Direktor in seiner üblichen freundlichen Weise ‚Guten Morgen‘, hielt mich auf und bat mich stattdessen in sein Zimmer zu kommen. Als wir saßen, sagte er in einem ernsten, verlegenen Tonfall, er hätte den Befehl, mich zu bitten, nicht in mein Klassenzimmer zu gehen. Ich wüsste wahrscheinlich, sagte er, ich dürfe nicht mehr an einer deutschen Schule unterrichten. Ich wusste es, aber musste es so abrupt passieren? Die große Schlagzeile in der Zeitung sollte sofort befolgt werden, wie wir sahen. Er. bedauerte es sehr, versicherte mir Herr B.. Aber der Befehl konnte keine Überraschung mehr sein, weder für mich noch für ihn. Ich nahm mich zusammen: Es wurden nicht mehr viele Worte gewechselt. Ich habe meine Sachen im Lehrerzimmer eingesammelt. Es war in diesem Augenblick niemand drinnen, um sich zu verabschieden, denn alle anderen waren in das Klassenzimmer gegangen, in das er oder sie gehörte.“

Die große Schlagzeile in der Zeitung, auf die Hanna Bergas Bezug nimmt, betraf den Judenboykott, den das NS-Regime seit längerem geplant hatte und am 1. April 1933 in ganz Deutschland durchführen ließ.

## Landschulheim Herrlingen
Für Hanna Bergas bestanden die Wochen nach ihrem Rauswurf darin, für sich eine neue Perspektive zu gewinnen. Sie gab privaten Unterricht, versuchte, ihre Angelegenheiten mit der Schulbehörde zu klären und schrieb Bewerbungen. Anfang Mai erhielt sie dann ein Angebot von Anna Essinger, die sie drei Jahre zuvor kennengelernt hatte. Essinger, die Direktorin des Landschulheims Herrlingen, wollte nicht länger Kinder im Nazi-Deutschland unterrichten und beabsichtigte, die Schule nach England zu verlagern.
Anna Essinger schlug Bergas vor, in den Sommermonaten in Herrlingen zu unterrichten und dann zusammen mit ihr, weiteren Lehrkräften und den Schülerinnen und Schülern auszuwandern. Diese Aktion, die die Zustimmung der meisten Eltern der jüdischen Kinder fand, wurde gut vorbereitet und nach außen gut abgeschirmt. Die teilnehmenden Kinder fuhren noch ganz normal zu ihren Eltern in die Sommerferien, doch sie sollten danach nicht wieder nach Herrlingen zurückkommen.

Anna Essinger hatte nach längerem Suchen ein Haus in Otterden in der Grafschaft Kent gefunden. Dort traf Mitte September 1933 die erste Vorhut der künftigen Bunce Court School ein: sechs ältere Jungen und Mädchen sowie sechs Lehrer, die gemeinsam das Haus herrichten und die Ankunft der übrigen Schülerinnen und Schüler vorbereiten sollten. Ende September/Anfang Oktober sammelten sich dann in Deutschland drei Gruppen, um auf getrennten wegen nach Ostende zu reisen.

„Gruppe l wurde vom Religionslehrer Martin Schwarz im Zug von Basel den Rhein entlang aufgesammelt. Gruppe 2 wurde von Paula und Anna Essinger von München über Stuttgart und Frankfurt eingesammelt und Gruppe 3 las die aus dem Schuldienst in Berlin entlassene Lehrerin Hanna Bergas über die Strecke Breslau-Berlin-Norddeutschland auf. Am Abend trafen dann 65 Kinder und sechs Erwachsene in Ostende ein. Drei große rote Busse holten sie am nächsten Tag in Dover ab. Zwei Engländerinnen bürgten für die Neuankömmlinge und erreichten, daß die Paßformalitäten am folgenden Tag in Bunce Court abgewikkelt werden konnten. Es gab von Seiten der englischen Behörden keinerlei Schwierigkeiten. […] Am nächsten Tag, dem 6. Oktober 1933, fand der erste Unterricht in ‚New Herrlingen‘, in Bunce Court statt.“

Hanna Bergas beschreibt in ihren Erinnerungen ausführlich den Abschied ihrer Gruppe am Berliner Bahnhof Zoo, der für sie auch ein Abschied von ihrer Mutter war, und auch die Reise nach Dover. Nach ihrem Rauswurf aus der Schule, den sie ihren ersten Exodus nannte, war für sie diese Reise nun ihr zweiter Exodus.

## Bunce Court School vor dem Zweiten Weltkrieg
Hanna Bergas hat, ausführlicher als Anna Essinger selber, in ihren Erinnerungen den Alltag in der Bunce Court School und deren fortschreitenden Ausbau beschrieben.

Die Schülerzahlen aus dem Anfangsjahr stiegen kontinuierlich und damit auch die Anforderungen an die Mitarbeiterinnen und Mitarbeiter. Nach Hanna Bergas fühlten sie sich nach einiger Zeit glücklich und erschöpft zugleich.

„Der Grund für letzteres war, dass wir unser geschäftiges Leben nicht durchsetzt hatten mit mehr oder weniger regelmäßigen Zeiten zur Entspannung und für Privates. Wir standen den Kindern die ganze Zeit über zur Verfügung, was natürlich gut war, sogar notwendig, um ein Haus für diejenigen zu schaffen, die so jung entwurzelt worden waren. Aber um alle gesund, widerstands- und leistungsfähig zu halten, musste dies allmählich verändert werden. Das Konzept ‚frei von Verpflichtungen‛ wurde eingeführt. Wir arrangierten verpflichtungsfreie Wochenenden, Abende und Ferien, zu deren Zeiten eine andere Person einem seine Pflichten übernehmen würde. Es wurde möglich, zu lesen, einen Brief zu schreiben, für ein paar Stunden oder ein Wochenende wegzugehen, ohne dabei unterbrochen oder vermisst zu werden. Solche Arrangements waren üblich für neue Mitarbeiter, die zuvor an anderen Orten gearbeitet hatten, und sie funktionierten von nun an auch in Bunce Court gut. Es wurde eine häufige und beliebte Angelegenheit, dass kleine Gruppen von dienstfreien Personen den Tag mit einer Frühstückszusammenkunft in einem privaten Raum begannen – eine Stunde später als an normalen Tagen – und mit dem Luxus einer halben Grapefruit für jeden Teilnehmer. Ein Wochenende in London alleine oder mit Freunden oder ein Tag an der Küste konnte zu einer großen Erfrischung werden. Und es war eine Freude, das Interesse und die Freundlichkeit zu erleben, mit der man bei der Rückkehr wieder in die Gemeinschaft aufgenommen wurde.“

 Hanna Bergas nahm ihre erste Auszeit im Sommer 1936, aber nicht ganz frei von Verantwortung, wie sie es als Konzept beschrieben hat: Nach längerer Vorplanung reiste sie in Begleitung einer fünfzehnjährigen Schülerin nach Südtirol zu einem Besuch im Alpinen Schulheim am Vigiljoch, dessen Co-Direktor ihr Cousin Hellmut Schneider war. Während dieses Besuchs bahnte sich eine folgenreiche Entwicklung an, die durch „the close relationship between Helmut and me“ noch zusätzlichen Antrieb erhielt:

„Soll ich die gute und lohnende Arbeit in Bunce Court verlassen? War die Schule gut genug etabliert, um eine Person zu verlieren, die mit ihr eng vertraut war? Würde ein geeigneter Nachfolger gefunden? Das Problem musste nach der Rückkehr in Bunce Court geklärt werden. Und so geschah es dann, in Gesprächen mit Anna Essinger und anderen Mitarbeitern. Die endgültige Entscheidung und die aktive Vorbereitung für mein Ausscheiden wurden im Herbst 1936 getroffen, und im Winter, im Januar 1937, wurde ich auf dem Vigiljoch erwartet.“

## Zwischenspiel am Alpinen Schulheim am Vigiljoch
Hanna Bergas blieb bis Herbst 1938 am Vigiljoch und leitete nach Marie Günther-Hendels Emigration das Schulheim zusammen mit Hellmut Schneider. Nach der Verabschiedung des italienischen Rassengesetzes am 1. September 1938 war jedoch absehbar, dass die Schule in Italien keine Zukunft haben würde. Es musste deshalb für alle Schülerinnen und Schüler eine Lösung gefunden worden, teils bei den eigenen Eltern, teils bei Verwandten oder auch an Schulen in anderen Ländern. Auch die Bunce Court School erklärte sich bereit, fünf Kinder aufzunehmen, und Anna Essinger teilte Hanna Bergas darüber hinaus mit, sie habe „noch aus früheren Jahren eine Erlaubnis für eine Erwerbstätigkeit in Großbritannien. Nun, durch die Flut von Immigranten, würden solche Permits nur an Haushaltshilfen vergeben. Später, wenn Helmut auch noch kommen wolle, würde es auch einen Platz für ihn geben; aber er müsste bloß für seinen Unterhalt arbeiten, da er kein Permit für Erwerbstätige hätte. Das waren wertvolle Angebote, die wir mit tiefer Dankbarkeit akzeptierten.“ Vermutlich im Oktober oder November 1938 kehrte Hanna Bergas an die Bunce Court School zurück, wohin ihr auch Hellmut Schneider folgte.

## Kindertransporte und Zeit des Zweiten Weltkriegs

### Dovercourt
Hanna Bergas Rückkehr nach England mündete sofort in ein besonderes Engagement, dessen Hintergrund Anna Essinger skizziert: „Mehrere von uns wurden von einem der Flüchtlingskomitees gebeten, beim Empfang der Kindertransporte zu helfen, die seit den Pogromen in Deutschland und Österreich nach England kamen. Zusammen mit einigen ehemaligen Helfern und einigen der älteren Kinder der Schule gingen sechs von uns nach Dovercourt, um die Kinder zu empfangen.“ Hanna Bergas war eine dieser sechs Personen, die dann vom Dezember 1938 bis Ende Januar 1939 geflüchtete Kinder in Dovercourt betreuten.
Ihr Einsatz hier endete Ende Januar 1939, und sie kehrte an die Bunce Court School zurück.

### Zwischen Vorabend und Ende des Zweiten Weltkriegs
Nach der Arbeit in Dovercourt und dem Ausbruch des Zweiten Weltkriegs stand die Bunce Court School vor schwierigen Aufgaben: Die Zehn Kinder aus Dovercourt mussten integriert werden, ebenso die fünf vom Alpinen Schulheim Vigiljoch, und hinzu kamen weiter zehn tschechische Kinder, 25 deutsche und 30 österreichische. Das machte die Anmietung zweier weiterer Gebäude notwendig. Für die kleineren Kinder, vier bis sechs Jahre alt, wurde ein Landhaus in Chilham gefunden, das etwa 7 Meilen von Bunce Court entfernt war. Für eine Gruppe von zehn- bis zwölfjährigen Kindern wurde ein ehemaliges Kinderhospital, Kennaways, im fünf Meilen entfernten Faversham gefunden. „Helmut, ich und eine sehr nette englische Kollegin sollten diesen Ableger leiten. Zwei unserer älteren Mädchen, sechzehn Jahre alt, die halbtags in der Schule und halbtags im Haushalt arbeiteten, waren unsere Köchinnen und allseitigen Haushaltshelferinnen. Beide Orte, Chilham und Kennaways […] mussten für die Belegung vorbereitet werden, weshalb die Umzüge nicht vor Mitte September stattfinden konnten.“ Mitten in diese Umzugsvorbereitungen platzte der Ausbruch des Zweiten Weltkriegs.
Hanna Bergas beschreibt recht enthusiastisch die Zeit in Faversham, während der eine „gut funktionierende glückliche kleine Gemeinschaft“ entstanden sei. Deren Dauer war allerdings von vornherein begrenzt, denn in Bunce Court wurden in der Zwischenzeit zwei Wellblechbaracken zur Unterbringung von fünfzig bis sechzig Jungen errichtet. Im März 1940 zogen die beiden Außenposten dann wieder zurück nach Bunce Court.
Der Kriegsverlauf veränderte das Leben der Schulgemeinde nachhaltig. An einem Maimorgen erschienen zwei Regierungsvertreter und teilten mit, dass ab sofort alle Lehrer, die keine Briten seien, und alle nicht-britischen Schüler, die sechzehn Jahre alt oder älter waren, als Enemy Aliens in ein Internierungslager zu gehen hätten. Innerhalb von zwei Stunden wurden etwa 15 Männer und Jungen abtransportiert. Einige Tage später mussten auch die nicht-jüdische Köchin, Gretel Heidt, und die sechzehnjährigen Mädchen folgen, und ebenso eine deutsch-jüdische Lehrerin, die noch nicht so lange an der Schule war. Gretel Heidt und die Mädchen wurden auf der Isle of Man interniert, die Männer und Jungen ebenfalls dort, aber auch in Australien und Kanada.
Nur wenige Tage später erfolgte der nächste Schlag: Die Schule musste innerhalb von zehn Tagen evakuiert werden. Während Anna Essinger durchs Land reiste, um ein geeignetes Anwesen zu finden, wurde in Bunce Court der Umzug vorbereitet. Gefunden wurde schließlich ein Gebäudeensemble in der Nähe von Wem in der Grafschaft Shropshire, das allerdings weniger Platz als Bunce Court bot. „Der Umzug der Schule von den North Downs in Kent (das ab 1940 abgeschirmtes Militärgebiet war) nach Shropshire war ein organisatorisches Meisterwerk, vor allem, da das von TA [„Tante Anna“ = Anna Essinger] erworbene Landhaus (Trench Hall) viel kleiner war als gedacht. Der Umzug musste unglaublich schnell durchgeführt werden, da die Behörden ihr nur ein oder zwei Wochen Zeit gelassen hatten, um Bunce Court zu räumen. Schließlich stellte sich heraus, dass Trench Hall den Bedürfnissen der Schule knapp gerecht wurde, auch wenn dies bedeutete, dass die Schlafsäle für die älteren Jungen aus einer Reihe von Ställen umgebaut werden mussten.“ Doch auch die umgebauten Ställe reichten nicht aus, weshalb das Angebot von Hilde Lion angenommen wurde, eine Gruppe jüngerer Kinder vorübergehend in der Stoatley Rough School unterzubringen.
Trench Hall blieb während der gesamten Kriegszeit das Domizil der Schule. Hanna Bergas betrachtete ihren Umzug dorthin als ihren dritten Exodus, bekannte aber gleichwohl: „Obwohl wir Bunce Court vermissten, erkannten wir den großen Vorteil, während des Krieges in einem ziemlich sicheren Bereich zu sein. Wir hörten in der Luft das Getöse des Krieges, aber keine Bomben fielen jemals in der Nähe von Trench Hall.“

## Neustart und Lebensabend in den USA
Für Hanna Bergas bestanden nie Zweifel daran, dass die Schule nach dem Krieg wieder nach Bunce Court, das in den vergangenen Jahren militärisch genutzt worden war, zurückkehren würde. Als Voraustrupp gingen im Winter 1945/1946 zwei Landwirtschaftslehrer („garden teachers“) nach Kent, um das Anwesen herzurichten. Schüler und Lehrer folgten dann im Frühling 1946.
Bald danach nahm Bunce Court zwei vierzehnjährige Jungen, Sam und Joel, auf, Waisenkinder, die ein Konzentrationslager überlebt hatten. „Sam und Joel wurden mehr und mehr dankbar für die Fürsorge, die sie in Bunce Court erfuhren, und im Jahr 1948 waren sie glückliche Empfänger des Abschlußzeugnisses der Schule, eine beträchtliche Leistung von ihnen beiden wie auch von ihren Lehrern. Die Schule ihnen die weitere Ausbildung und das Studium, so wie es unsere Gewohnheit war; und eine Reihe von Jahren später, als ich in San Francisco lebte, erhielt ich einen Anruf von Samuel Oliver, der dabei war, ein Rabbiner zu werden, in Oakland auf der anderen Seite der Bucht von San Francisco.“
Die Bunce Court School, gegründet und funktionierend als Zufluchtsort für europäische Kinder aus jüdischen Familien, die den Verfolgungen der Nazis ausgesetzt gewesen waren, verlor in den Nachkriegsjahren zunehmend diese Funktion. Familienzusammenführungen fanden statt, andere Kinder hatten ein Alter erreicht, das sie veranlasste, ihr Leben außerhalb der Schule fortzusetzen – der Nachwuchs blieb aus, und Bunce Court beherbergte fast ausschließlich nur Kinder, die noch kein anderes zu Hause gefunden hatten oder vorerst zu jung dazu waren, selbständig außerhalb der Schule zu leben.
Diese Situation, in der allmählich die Anzahl der Erwachsenen die Anzahl der Schüler überstieg, bewogen Hanna Bergas und Hellmut Schneider, sich Pläne über ihre Zukunft außerhalb von Bunce Court zu machen. Hellmut Schneider ging bereits im Frühjahr 1947 in die USA, Hanna Bergas Einreisepapiere folgten im Sommer 1948. Im August reiste sie ab. „Die endgültige Auflösung unseres vielfältigen Haushaltes dauerte noch ein paar Monate.“ In Bunce Court blieben nur noch Anna Essinger und ihre beiden Schwestern zurück.
Hanna Bergas und Hellmut Schneider ließen sich in Mountain View nieder. Sie wurde Lehrerin an der Peninsula School, deren Co-Direktor zwischen 1949 und 1952 Werner Warmbrunn war, ehemaliger Schüler der Quäkerschule Eerde. Hanna Bergas „starb am 11. Januar 1987, nachdem Helmut ihr ein Jahr zuvor vorausgegangen war. Einen Monat später wurde von der Peninsula School, an der sie viele Jahre unterrichtet hat, eine Gedenkfeier für sie veranstaltet. Ich war sehr gerührt, als ich und mein alter Freund Ernst Weinberg gebeten wurden, eine Ansprache zu halten.“